# Filicollis anatis
Filicollis anatis är en hakmaskart som först beskrevs av Schrank 1788.  Filicollis anatis ingår i släktet Filicollis och familjen Polymorphidae. Inga underarter finns listade i Catalogue of Life.